# Северный Олень (созвездие)

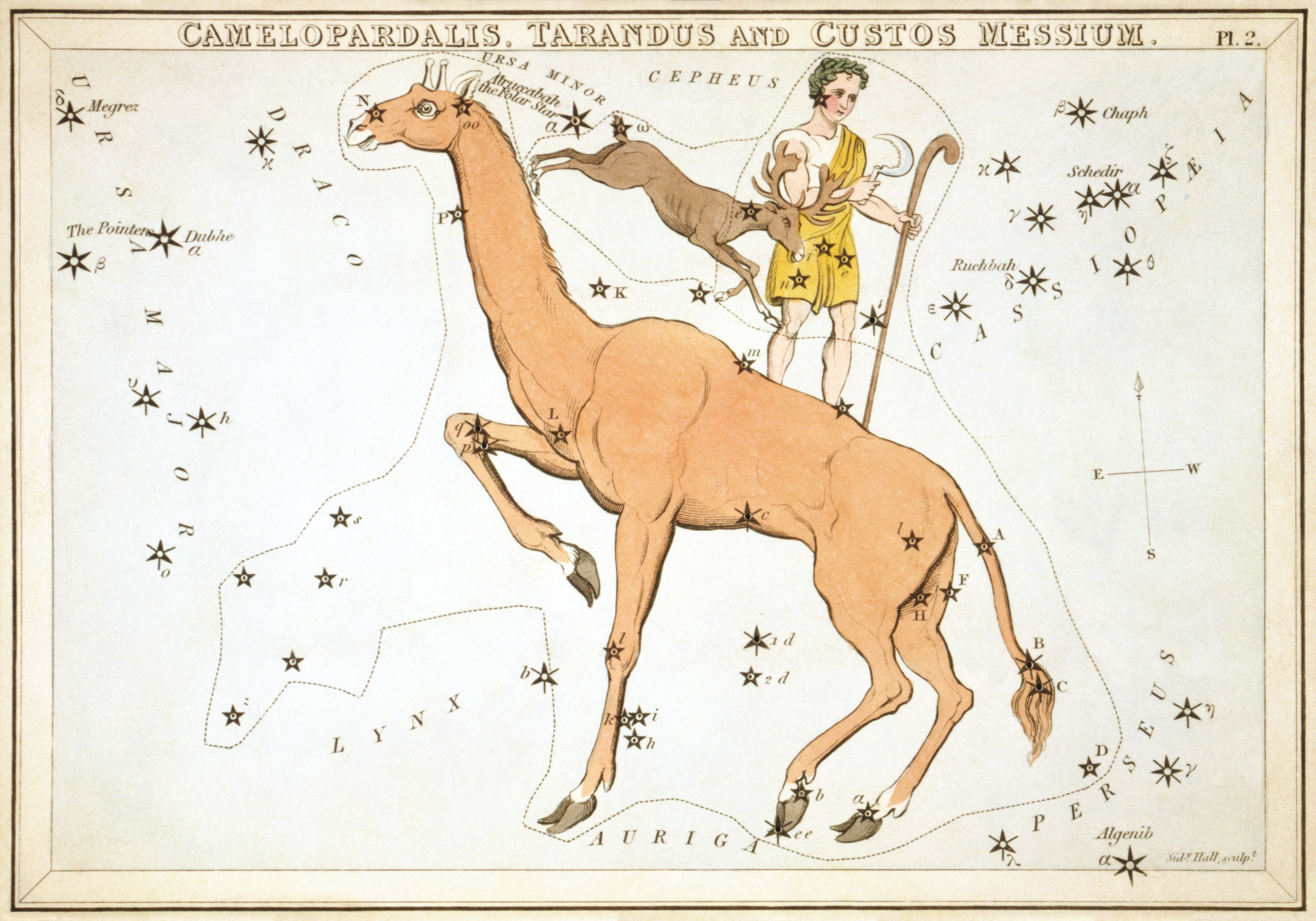

Северный олень (лат. Tarandus vel Rangifer или Tarandus или Rangifer) — отменённое созвездие северного полушария неба. Впервые упомянуто Лемонье в меморандуме об экспедиции Мопертюи в Лапландию в 1736 году. Опубликовано им же в 1743 в работе «Теория комет» («La Théorie des Comètes»). Созвездие находилось между Жирафом и Цефеем. Некоторое время было популярно среди астрономов, но ныне отменено и не входит в официальный список созвездий.